# Knowledge
Knowledge est un groupe de reggae jamaïcain formé en 1974.

## Membres
- Anthony Doyley
- Delroy Fowlin
- Earl MacFarlane
- Michael Smith
- Michael Samuels
- Paul Freeman
- Magnus Skeen

Delroy Fowlin alias Bronco Knowledge : parti de Trenchtown, le quartier de Kingston en Jamaïque où il a vu le jour, pour l'Angleterre. Là, en 2003, il a rencontré Clotilde, une Française, qu'il a épousée l'année suivante. Son épouse ayant des amis musiciens, il s'est envolé en 2010 pour le sud de la France. A 58 ans, il vit désormais à Toulouse où il se produit près du Capitole ou rue Saint-Rome, en vendant ses CD.

## Discographie

### Albums
- 1978 - Hail Dread
- 1980 - Judgement
- 1982 - Stumbling Block
- 1987 - Strive For The Highest

### Compilations
- 1975-80 - Straight Outta Trenchtown (2002, Makasound)
- 2006 - Rasta Don't Take Bribe (Tamoki Wambesi Dove)